# AIDAvita
 AIDAvita — второе круизное судно, построенное на немецкой верфи Aker MTW Werft GmbH по заказу британской P&O Princess Cruises International Ltd. (Лондон)  и принятое в эксплуатацию в пароходстве AIDA Cruises 30 апреля 2002 г. Является судном-близнецом круизного судна AIDAaura.

## История
Закладка киля под заводским номером 003 на верфи Aker MTW в Висмаре состоялась в ноябре 2000 года.
Первые ходовые испытания состоялись уже в январе 2002 года. В марте 2002 года состоялся второй цикл испытаний и в апреле 2002 года судно было передано пароходству Seetours.
Зимой 2006/2007 года AIDAvita совершала круизы в Карибском море. Посадка осуществлялась в Ла-Романа (Доминиканская Республика). В программу посещений входили острова: Сент-Винсент Гренада, Тринидад, Тортола, Синт-Мартен, Доминика, Сент-Люсия и Маргарита. Летом 2007 года судно работало в Европе: в Северной Атлантике и осенью южнее в Средиземном море, где отправной гаванью стала Пальма-де-Майорка с целями: Чивитавеккья под Римом, Канны, Барселона, Тунис, Валлетта или Неаполь.
Зимой 2010 года у AIDAvita в списке целей появилась новинка: Амазонка.

## На борту
К услугам пассажиров ресторан с обслуживанием, ресторан-буфет, AIDA Bar, район магазинов, театр, спортивные площадки для гольфа, волейбола и баскетбола, а также нудистский пляж.

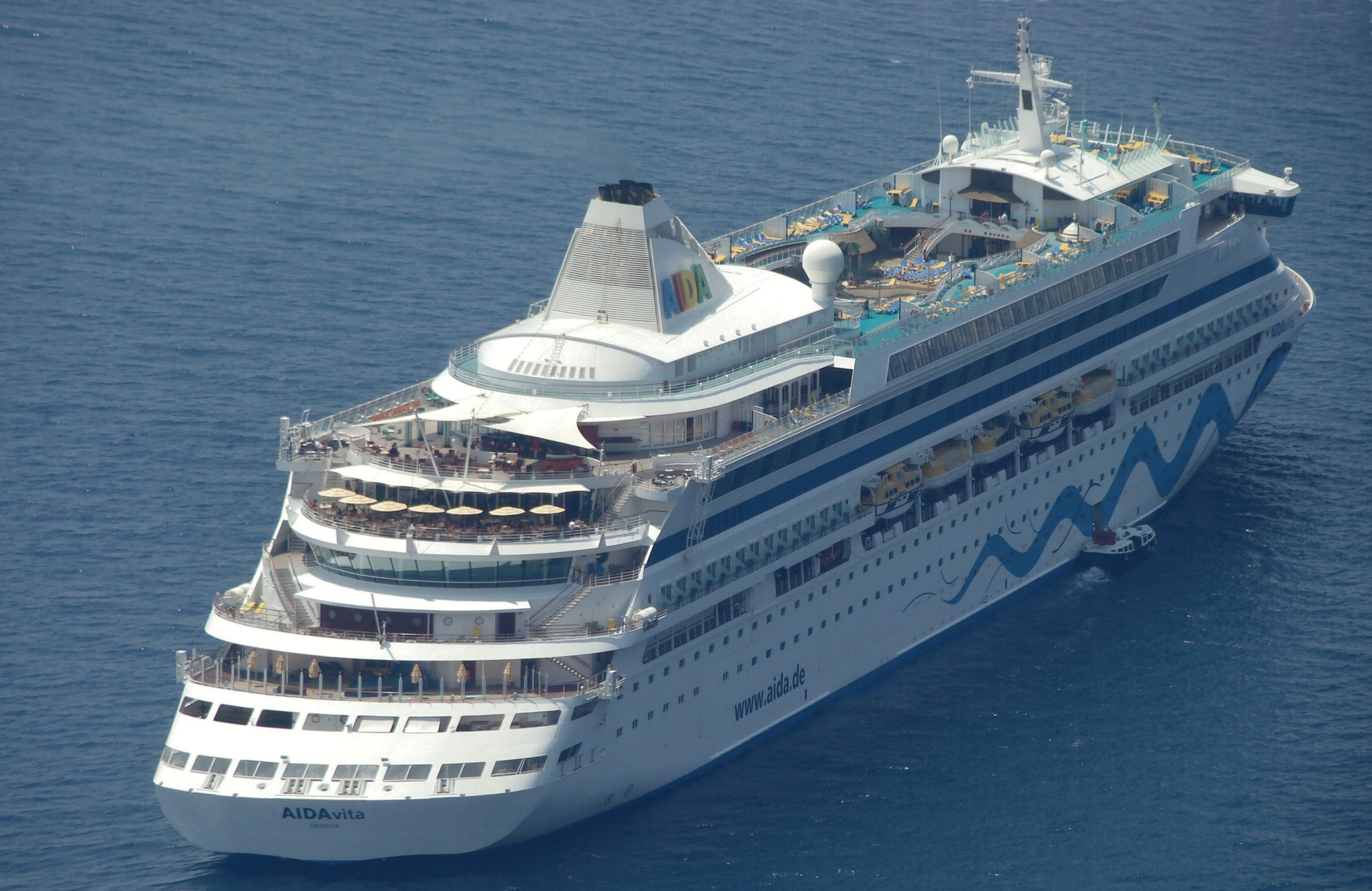
AIDAvita на рейде у Санторини
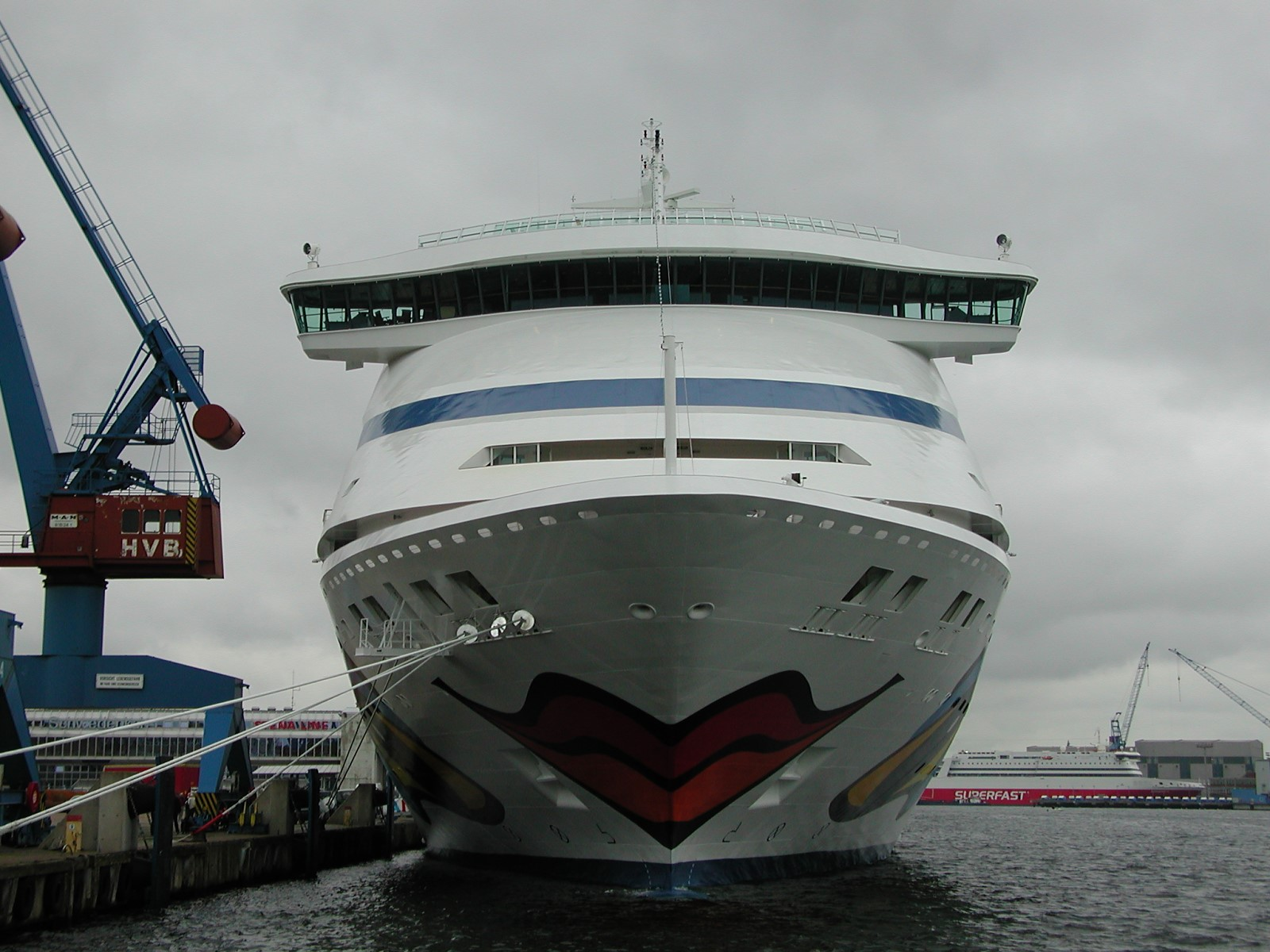
AIDAvita вид с носа
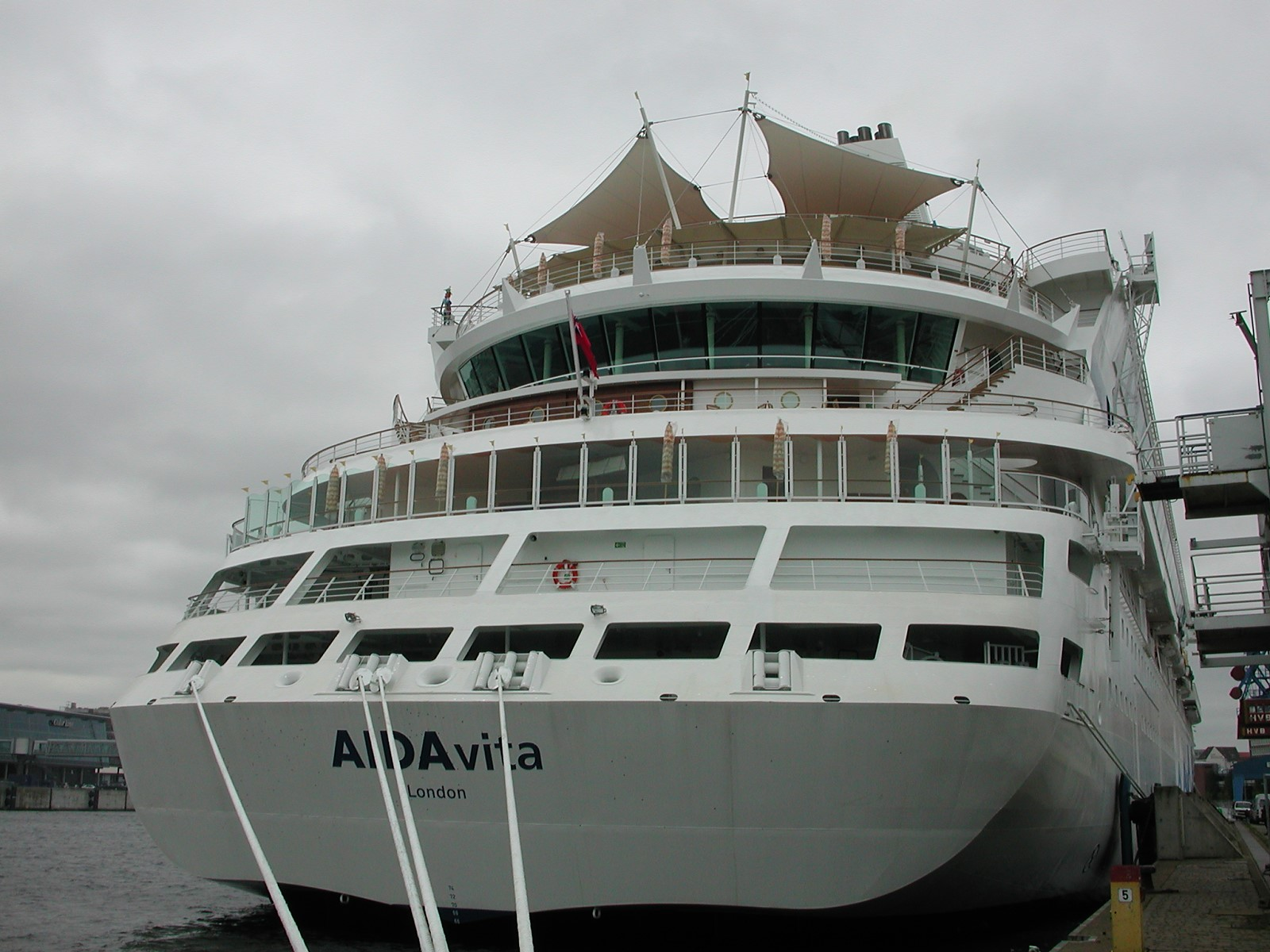
AIDAvita вид с кормы

## Примечание
1. ↑  Germanischer Lloyd Архивировано 23 октября 2013 года.  (англ.)
2. ↑  Позывной, номер IMO, текущая позиция и фотографии на сайте marinetraffic.com. Дата обращения: 19 сентября 2011. Архивировано 30 июля 2013 года.
3. ↑  Germanischer Lloyd Архивировано 23 октября 2013 года.  (англ.)
4. 1 2  AIDAvita – der Diamant von Seetours Архивная копия от 23 июня 2013 на Wayback Machine  (нем.)
5. ↑  Fakta om fartyg (швед.). Архивировано из оригинала 2 августа 2012 года.
6. ↑  Характеристики судна на странице faktaomfartyg (швед.). Архивировано из оригинала 2 августа 2012 года.